# Galería de Arte Govett-Brewster
La Galería de Arte Govett-Brewster es un museo de arte contemporáneo ubicado en Nueva Plymouth, Taranaki, Nueva Zelanda. La galería recibe financiación central del Consejo del Distrito de Nueva Plymouth. Govett-Brewster es reconocido internacionalmente por su arte contemporáneo.

## Historia
La galería abrió el 22 de febrero de 1970, en el viejo edificio del Regent Cinema remodelado por el arquitecto Terry Boon. El fideicomiso de la galería fue establecido con los fondos donados por Monica Brewster (quien se apellidaba de soltera Govett).

## Extensión de 1998
La galería abrió una extensión diseñada por la firma de Nuevo Plymouth Boon Cox Goldsmith Jackson en 1998. La extensión se dedicó principalmente a proveer exposición y espacio de almacenamiento para colección de la Fundación Len Lye junto con un espacio educativo.

### Len Lye Centre

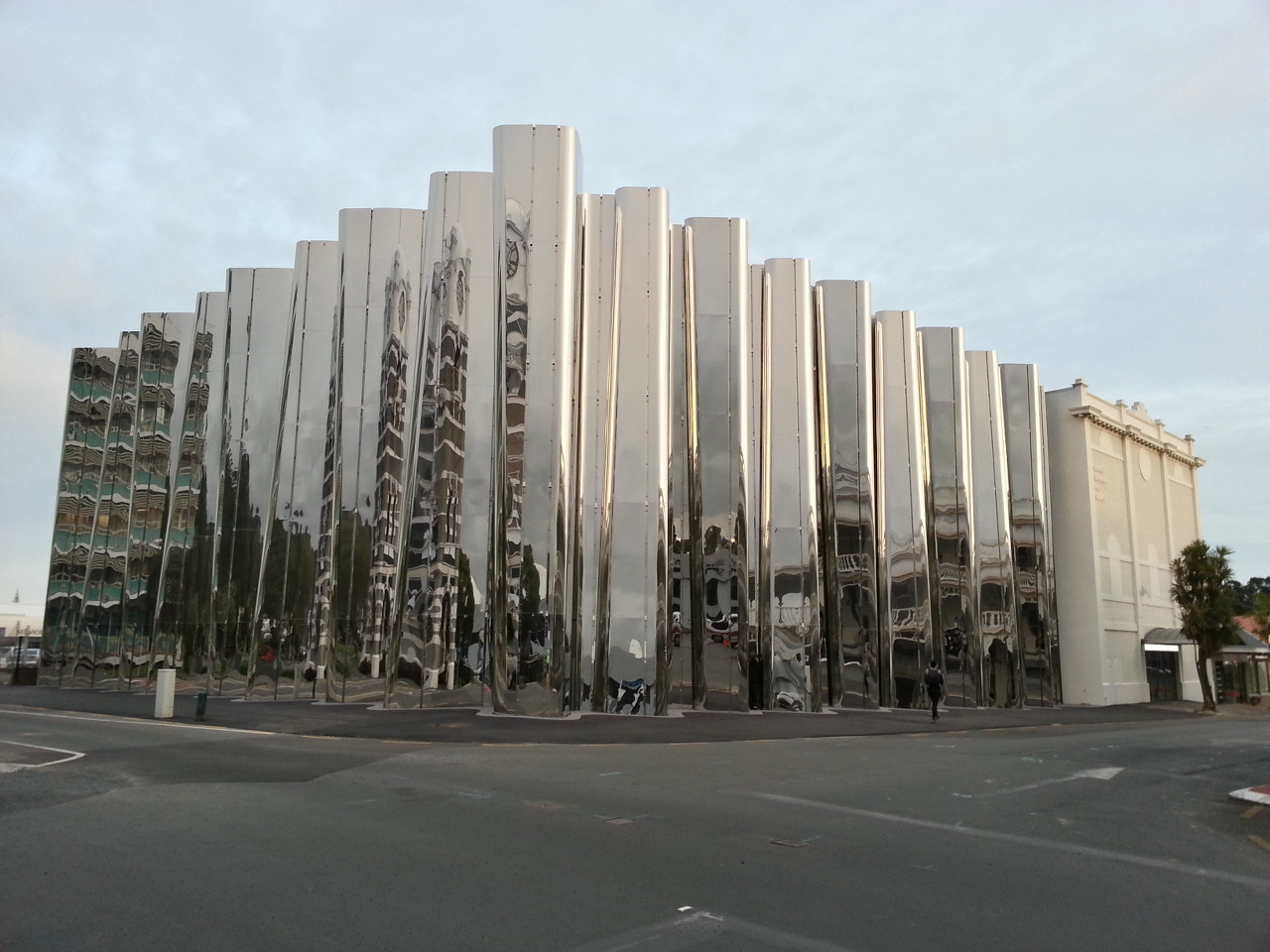
Len Lye Centre, Nueva Plymouth

El Len Lye el centro es una extensión al Govett-Brewster, construido para mostrar los trabajos de Len Lye, quien nació en Christchurch en 1901 y fue un cineasta y escultor. Fue diseñado por Andrew Patterson de la Asociación Patterson, Nueva Zelanda. Esta alberga los archivos y colección de estudio de la Fundación Len Lye.
El Len Lye Centre fue inaugurado el 25 de julio de 2015. Es la primera galería en Nueva Zelanda en ser dedicada a un único artista.

## Premios
La Galería de Arte Govett-Brewster ha recibido los siguientes premios:
- 2009, Fundación de Artes de Nueva Zelanda: el premio del gobernador[7]
- 2011, Creative New Zealand: La gran "A" del arte para todos.[8]
- 2016, Instituto de Diseñadores de Nueva Zelanda: Premio al Mejor Diseño - Gran Identidad de Marca.[9]

## Directores
| Directores                 | Inicio | Final    |
| -------------------------- | ------ | -------- |
| John Maynard               | 1967   | 1971     |
| Robert Ballard             | 1971   | 1975     |
| Ron O'Reilly               | 1975   | 1979     |
| Dick Bett                  | 1979   | 1984     |
| Cheryll Sotheran           | 1984   | 1989     |
| John McCormack             | 1990   | 1993     |
| Priscilla Pitt             | 1993   | 1998     |
| Gregory Burke              | 1998   | 2005     |
| Rhana Devenport            | 2006   | 2013     |
| Simon Rees                 | 2014   | 2018     |
| Aileen Burns y Johan Lundh | 2019   | Presente |

## Exhibiciones
La Galería de Arte Govett-Brewster ha realizado las siguientes exhibiciones:
- Emanaciones: El arte de la fotografía sin cámara (2016, dirigida por Geoffrey Batchen)[12]
- El verano del amor de la hermana Corita (2015, dirigida por Simon Rees)[13]
- Mediarena: arte contemporáneo de Japón (2004, dirigida por Gregory Burke, Roger McDonald y Fumio Nanjo)[14]
- Fiona Clark: Go Girl (2002, dirigida por Gregory Burke)[15]
- Te Maunga Taranaki : Vistas de una montaña (2001, dirigida por William McAloon)[16]
- Poniendo la Tierra en el Mapa: Arte y cartografía en Nueva Zelanda desde 1840 (1990, dirigida por Wystan Curnow)[17]
- Leon Narbey: Tiempo Real (1970)[18]

## Publicaciones
La Galería de Arte Govett-Brewster ha producido diversas publicaciones para acompañar a gran cantidad de sus exhibiciones junto con textos independientes. 
En 2016 publicaron "NOW SHOWING: A History of the Govett-Brewster Art Gallery" la cual abarca los 45 años de la galería. La publicación fue editada por Christina Barton, Jonathan Bywater y Wystan Curnow con ensayos por Barton, Curnow, Jim y Mary Barr, Rhana Devenport, y un prefacio del entonces director Simon Rees. "NOW SHOWING" también incluido ‘"Cuarenta y cinco Momentos", una selección de momentos destacados de los 45 años de la galería acompañado por textos de Paul Brobbel, Tyler Cann, Susette Goldsmith, Simon Rees y Mercedes Vicente.
Otras publicaciones notables incluyen:
- Erika Balsom – An Oceanic Feeling: Cinema and the Sea (2018)[20]
- Len Lye and Robert Graves – Individual Happiness Now (2017)[21]
- Len Lye: Shadowgraphs (2016, ed. Paul Brobbel)[22]
- Sister Corita's Summer of Love (2016, coeditado con la Galería de la Ciudad de Wellington, eds. Robert Leonard y Simon Rees)[23]
- Set in Motion: Rebecca Baumann, Žilvinas Kempinas, Len Lye, Taree Mackenzie, Ross Manning (2016, ed. Sarah Wall)[24]
- Maddie Leach: If you find the good oil let us know (2014, ed. Mercedes Vicente)[25]
- Groundworks: Bill Culbert (2013, ed. Rhana Devenport)[26]
- Points of Contact: Jim Allen, Len Lye, Hélio Oiticica (2012, publicado con Adam Art Gallery, eds. Christina Barton y Tyler Cann, Mercedes Vicente)[27]
- Laurence Aberhart: Recent Taranaki Photographs (2011, eds. Paul Brobbel y Rhana Devenport)[28]
- Len Lye (2009, publicado con la Fundación Len Lye, eds. Tyler Cann y Wystan Curnow)[29]
- Darcy Lange: Study of an Artist At Work (2008, publicado con Ikon Gallery, ed. Mercedes Vicente)
- Pae White: Ghost Towns (2003, ed. Greg Burke)
- Te Maunga Taranaki (2001, ed. Susette Goldsmith)[30]
- With Spirit: Don Driver (1999, ed. Greg Burke)[31]